# Cleyzieu
Cleyzieu ist eine französische Gemeinde im Département Ain in der Region Auvergne-Rhône-Alpes. Sie gehört zum Kanton Ambérieu-en-Bugey im Arrondissement Belley.

## Lage
Die Gemeinde Cleyzieu liegt in der südjurassischen Landschaft Bugey, 43 Kilometer nordöstlich von Lyon. Sie grenzt im Norden an Saint-Rambert-en-Bugey, im Osten an Conand, im Süden an Souclin und im Westen an Torcieu.

## Bevölkerungsentwicklung
| Jahr                       | 1962 | 1968 | 1975 | 1982 | 1990 | 1999 | 2011 | 2020 |
| Einwohner                  | 132  | 105  | 90   | 98   | 84   | 116  | 137  | 140  |
| Quellen: Cassini und INSEE |      |      |      |      |      |      |      |      |

## Sehenswürdigkeiten
- Kirche Saint-Martin, Monument historique

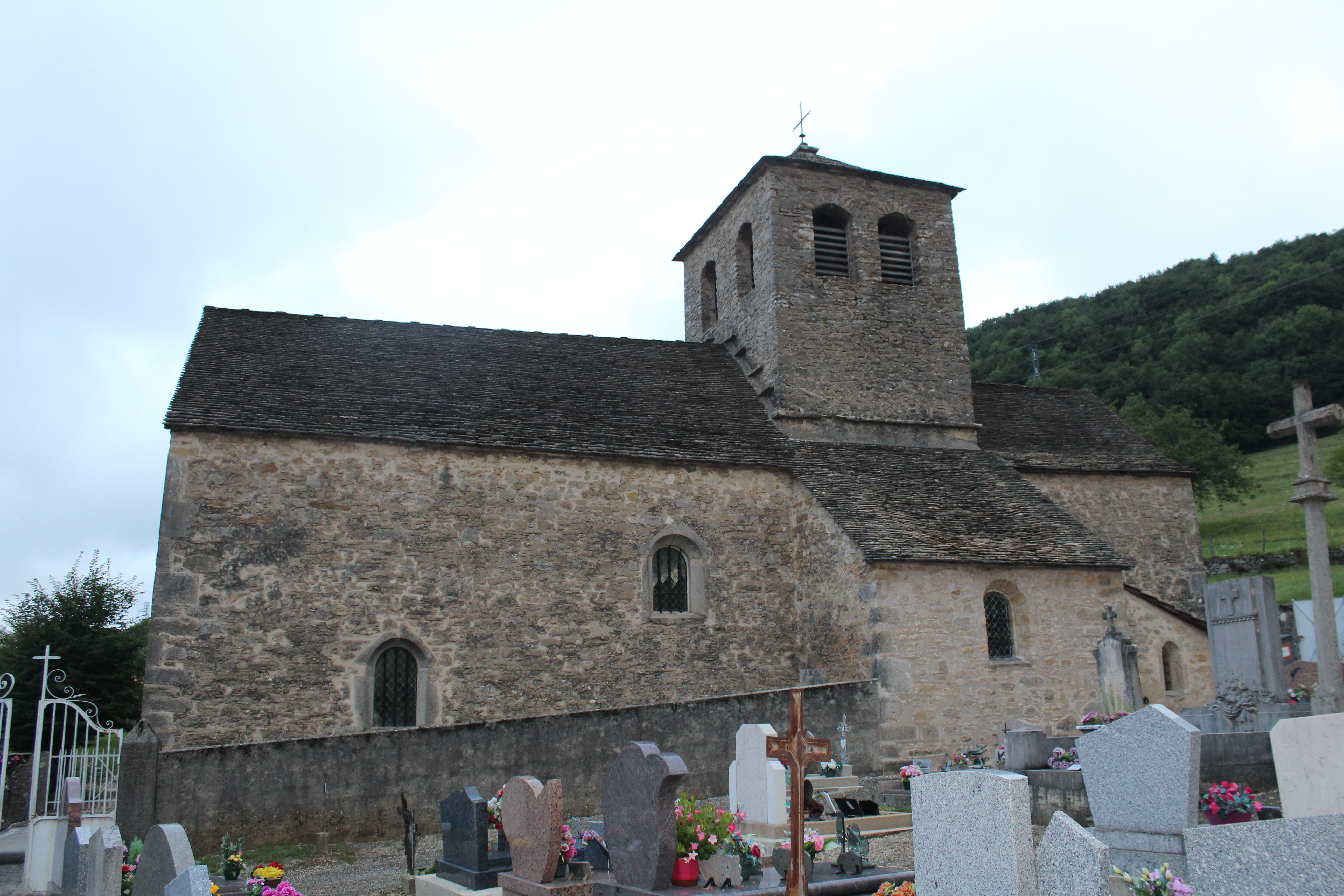
Kirche Saint-Martin
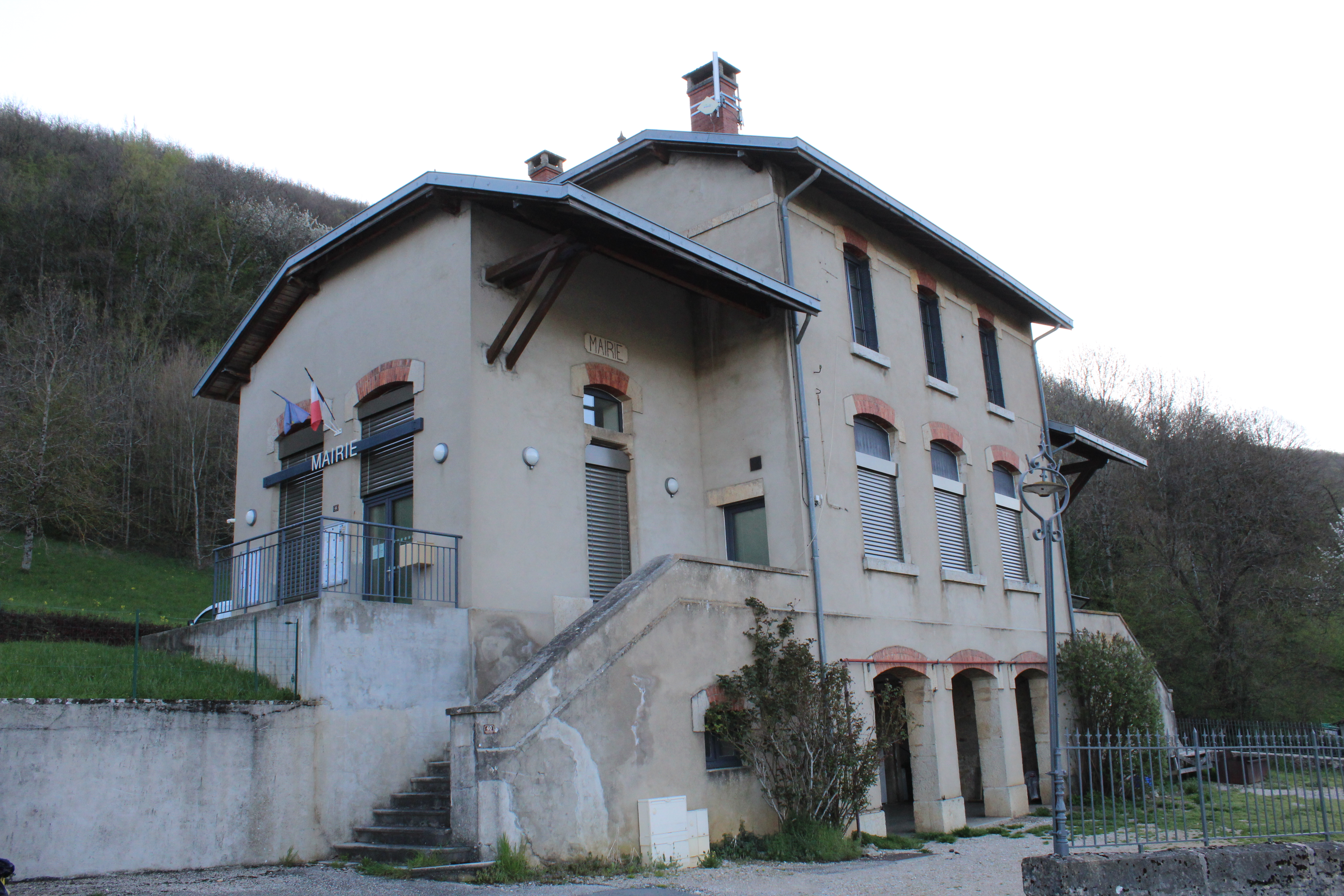
Rathaus (mairie)
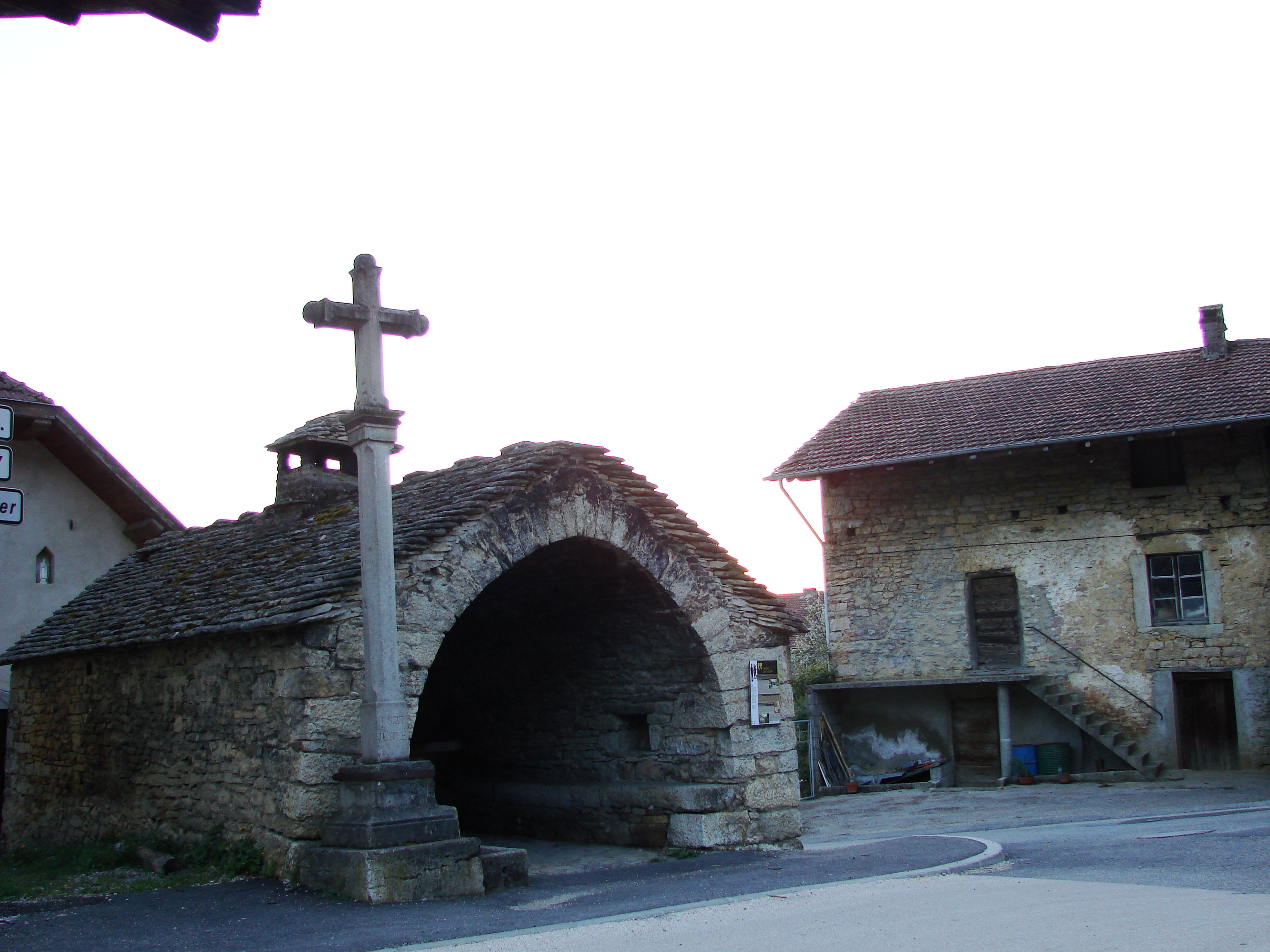
Flurkreuz
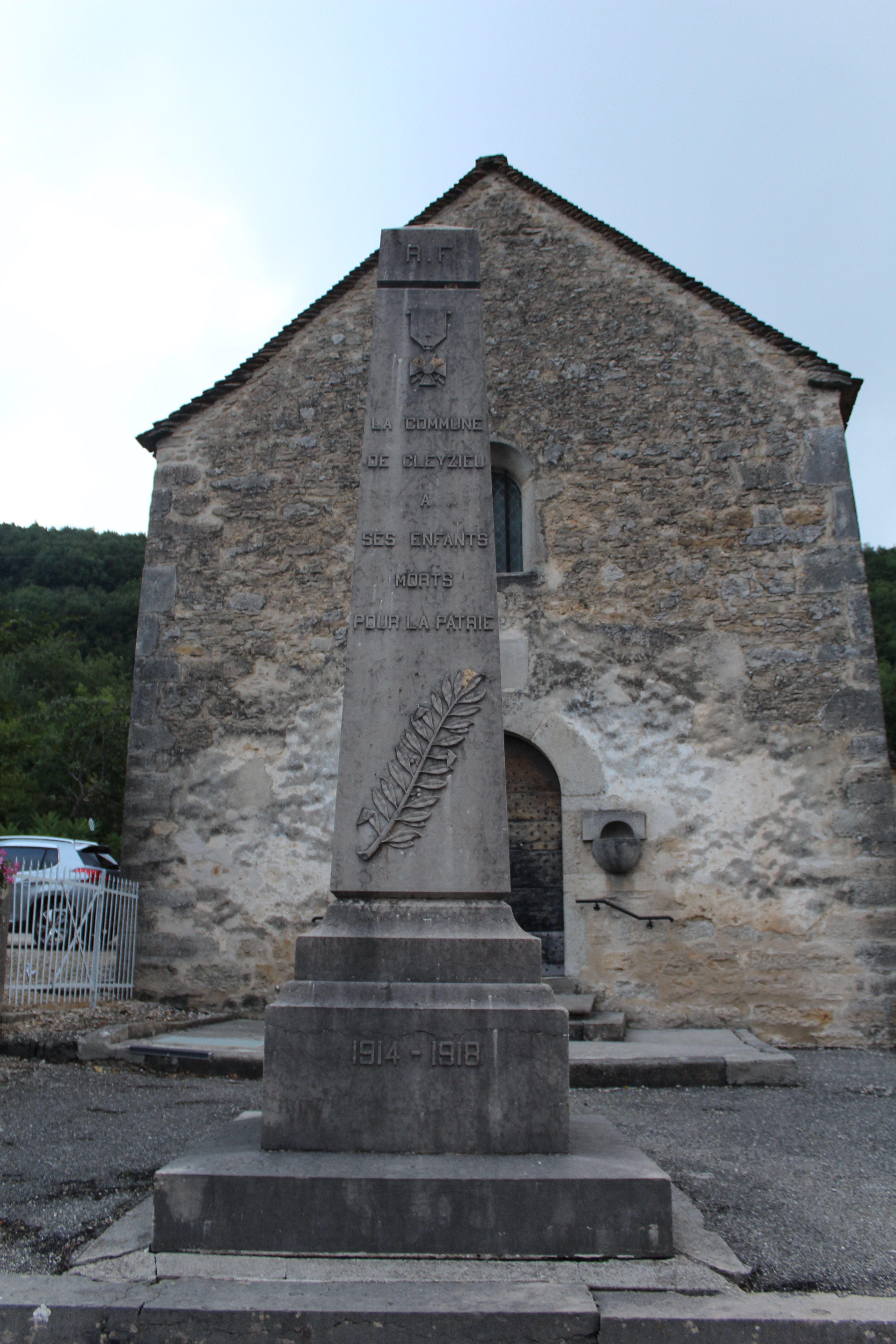
Gefallenendenkmal